# ミョルニル・クレーター
座標: 北緯73度48分 東経29度40分 / 北緯73.800度 東経29.667度
ミョルニル・クレーター（Mjølnir crater）は、ノルウェー沖、バレンツ海の海底にある隕石孔（クレーター）である。
直径は 40 km。142.0 ± 2.6 Ma（約1億4千万年前、白亜紀前期）に形成されたと推定されている。放物体は 2 km の大きさだったと推定されている。
1993年に Steinar Thor Gudlaugsson によって初めてクレーターではないかという指摘がなされた。
クレーター名は、北欧神話の神トールが持つ鎚の名「ミョルニル」に由来する。